# Tacynskaja
Tacynskaja (ros. Тацинская) – stanica w Rosji, w obwodzie rostowskim, ośrodek administracyjny rejonu tacyńskiego. W 2010 liczyła 9980 mieszkańców.

## Urodzeni
- Iwan Banow – radziecki dowódca wojskowy.